# 多萝西·沃恩
多萝西·约翰逊·沃恩（英語：Dorothy Johnson Vaughan）（1910年9月20日—2008年11月10日），是一位非洲裔美国数学家和计算员，曾经服务位于弗吉尼亚州汉普顿的兰利研究所，该研究所是美国国家航空咨询委员会（NACA）最早设立的研究所之一，曾负责阿波罗登月飞行器的测试工作，1958-1963年期间NACA转为美國國家航空暨太空總署（NASA）后该研究所曾负责“水星计划”。1949年多萝西作为西区计算部门的代理主管，成为该中心第一位非裔美国女性主管，并于数年后被晋升为正式主管。在她28年的职业生涯中，多萝西通过自学FORTRAN计算机语言并积极培训计算员下属，从而在20世纪60年代早期为机器计算机的使用提前做好了转型准备，并在后来领导了兰利分析与计算部门（ACD）的编程工作。

## 早期生活
多萝西于1910年9月20日出生在密苏里州堪萨斯城，是安妮和伦纳德·约翰逊的女儿。其后她与家人搬到了西維吉尼亞州的摩根镇，在那里于1925年从毕科斯特中学毕业。在获得俄亥俄州威尔伯福斯大学（Wilberforce）的全额奖学金后，她于1929年19岁时毕业并获得数学B.A.学位。

## 职业生涯
尽管教授们鼓励多萝西进入霍華德大學进行研究生学习，但她为了在经济大萧条时期帮助家人减轻负担，进入弗吉尼亚州Farmville的R.R. Moton高中担任数学老师。当时弗吉尼亚州的公立学校和其他设施仍然根据吉姆·克劳法（Jim Crow Laws）实施种族隔离。
1942年美国加入第二次世界大战后，富兰克林·罗斯福总统为了确保发动美国全社会为战争服务，发布8802号行政命令取消国防工业中的种族隔离，并执行第9346号行政命令，以结束联邦机构和国防承包商内部聘用和晋升制度中的种族隔离与歧视。美国认为这场战争将取决于空中战斗力的优势，因此大幅提高飞机生产能力，对工程师、数学家、工匠和熟练销售人员的需求也大幅增加。诸如国家航空咨询委员会（NACA）等联邦机构扩大了对女性的雇佣数量和范围，以支持战争中飞机的生产。1935年，NACA的兰利研究建立了一个部门，专门招募女性数学家进行复杂的计算工作。
1943年，多萝西进入兰利研究所开始了在作为数学家和程序员的28年的职业生涯。多萝西被派往弗吉尼亚州汉普顿兰利研究中心的西区计算部门。这个隔离的部门由非洲裔美国妇女组成，她们用手工进行复杂、耗时的数学计算。她们的工作在战后几年持续扩大，以支撑肯尼迪总统支持的美国空间计划的研究和设计。
在兰利研究所，多萝西专门从事飞行路线计算，并于  1949年，被任命为西区计算机的代理负责人，接管了一名死亡的白人女子。她是NACA的第一位非洲裔女性主管。她领导了一个完全由非洲裔美国女性数学家组成的小组。数学家凯瑟琳·约翰逊（Katherine Johnson）最初也曾被分配到多萝西的小组，然后被转移到兰利的飞行力学部门。
1961年，NASA在中心引进了第一台数字（非人力的）计算机之后，多萝西看到机器计算机将要取代计算员成为未来的趋势，她勤奋自学并组织下属学习FORTRAN编程语言和其它新概念，为转型做好了准备，而机遇也最终青睐了她。20世纪60年代，多萝西成为专家进入电子计算部门工作，她参与的的侦察运载火箭计划（Scout launch vehicle program）为空间计划做出了贡献。她后来还负责分析与计算部门（ACD）的编程工作。 
在1994年的一次采访中，多萝西回忆说，太空竞赛时期在兰利工作的经历是“行走在最前沿，非常令人兴奋”。作为那个特定时期中的一个非裔美国女性，她说：「我改变了我可以改变的，同时我也忍受了我不能改变的。」

## 晚年生活
自1932年多萝西与霍华德·沃恩先生结婚后，二人共育有六个孩子。其中一个后来也在兰利研究所工作。多萝西住在弗吉尼亚州纽波特纽斯，搭乘公共交通工具在汉普顿上班。1971年，60岁的多萝西从美国宇航局退休。2008年11月10日，多萝西在弗吉尼亚州汉普顿去世，享耆壽98岁。
多萝西是Alpha Kappa Alpha（為一非裔美国人姐妹会）的成员。她也是非洲卫理公会教会的积极成员，她参加了音乐和传教活动。

## 流行文化
多萝西是Margot Lee Shetterly的传记《隐藏人物：帮助赢得太空竞赛的非裔美国女性的故事》中的三位主角之一，该书被列入当年的《纽约时报》非小说类畅类书榜单，并于2016年被改编为同名的传记电影公开发行。